# Sárospatak

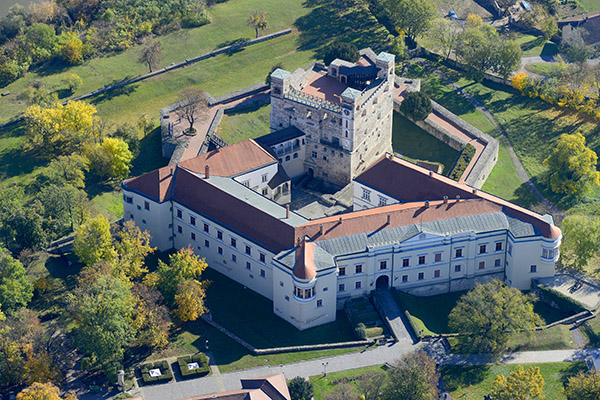
Rákóczi-slottet i Sárospatak.

Sárospatak (slovakiska: Blatný Potok) är en stad i nordöstra Ungern i området Borsod-Abaúj-Zemplén, nära gränsen till Slovakien. Staden har 17 995 invånare (2001). Staden har gjort sig känd för att Elisabet av Thüringen föddes här.